# 淡紫金莲花
淡紫金莲花（学名：Trollius lilacinus）为毛茛科金莲花属下的一个种。

## 扩展阅读
- 維基物種上的相關：淡紫金莲花